# Tourisme à Madagascar
Le tourisme est une des activités économiques les plus importantes pour Madagascar. Il est une des premières sources de devises du pays.

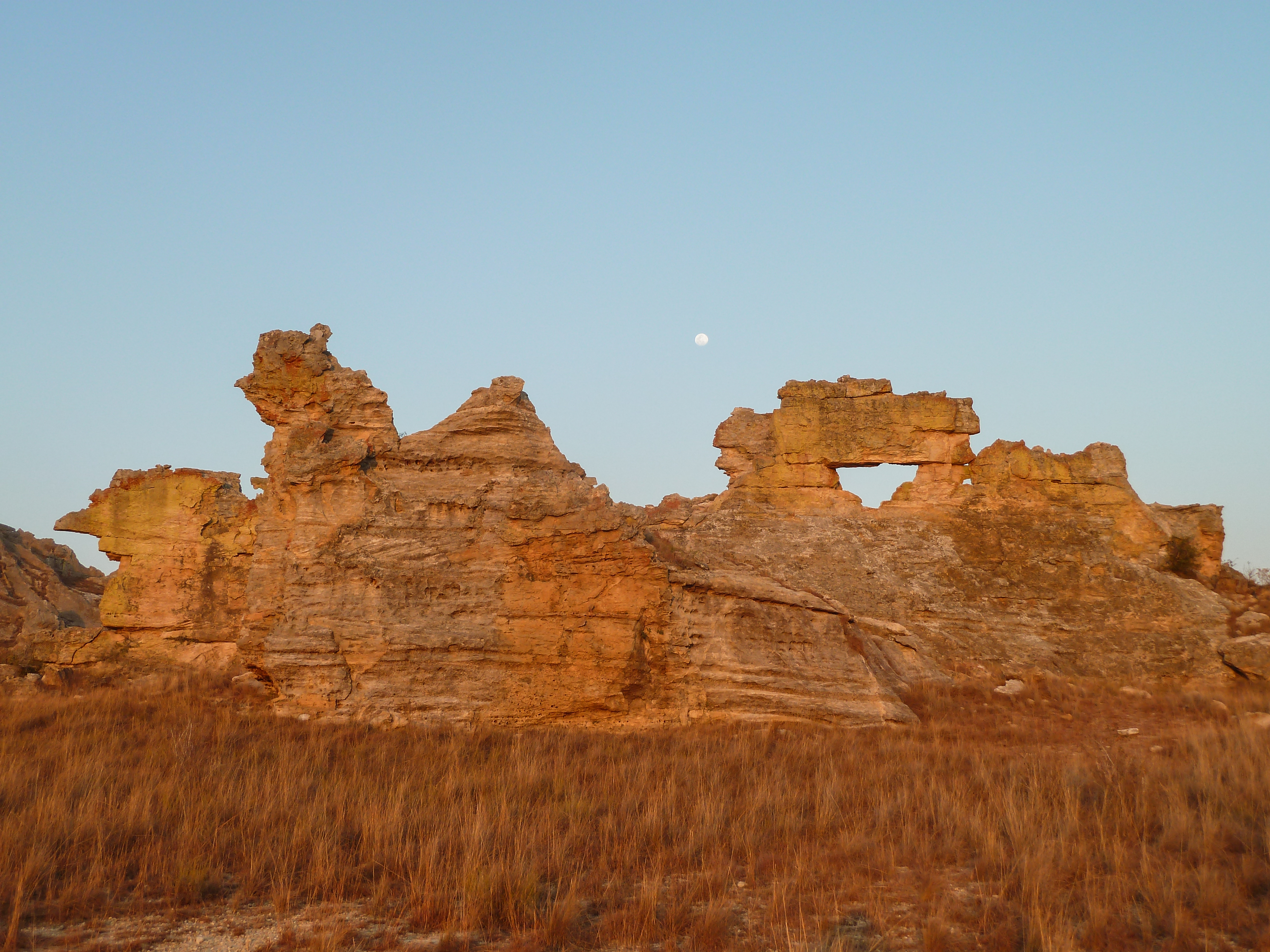
Isalo

## Économie
Environ 300 000 personnes sont entrées pour raisons touristiques dans le pays en 2016, ce qui a généré l'entrée de 702 millions de dollars en devises. La pandémie de Covid-19 a fortement affecté le secteur touristique malgache durant les deux années.
En 2021, pendant la pandémie de Covid-19, Madagascar a accueilli 7 800 touristes, ce qui a généré 93,85 millions d'euro.
En 2022, 106 000 touristes ont visité le pays,.
D'après Bloom Consulting, Madagascar fait partie du « Top 10 » des pays africains à visiter en 2022 - 2023.
En 2023, le pays a accueilli 259 850 touristes.
En 2024, le pays a accueilli 308 275 touristes dont 54 137 croisiéristes.
Les investissements dans le secteur du tourisme ont été de 2 573,261 millions d'ariary en 2024 ce qui a permis la création de 2 778 emplois.

## Géographie

### Tourisme
Le tourisme naturel se concentre sur les parcs naturels du pays. La faune et la flore de Madagascar sont en effet les mieux préservées au monde. La Grande île abrite de nombreuses espèces endémiques dont l'ensemble des espèces de lémuriens.
Le tourisme sportif se développe également. De nombreux amoureux de sports nautiques se donnent rendez-vous dans les environs d'Antsiranana (Diégo-Suarez) dans le Nord du pays, pour pratiquer kitesurf et windsurf. La saison annuelle de vent dure de fin mars à fin novembre. Elle figure parmi les plus longues et les plus fortes au monde.

#### Pays de provenance
L'ordre des pays de provenance reste inchangé depuis 1999, où la majorité des ressortissants sont Français puisqu'ils représentent presque 70 % des touristes visitant le pays, suivis par les Italiens qui représentent 6 % des touristes.

#### Lieux les plus visités

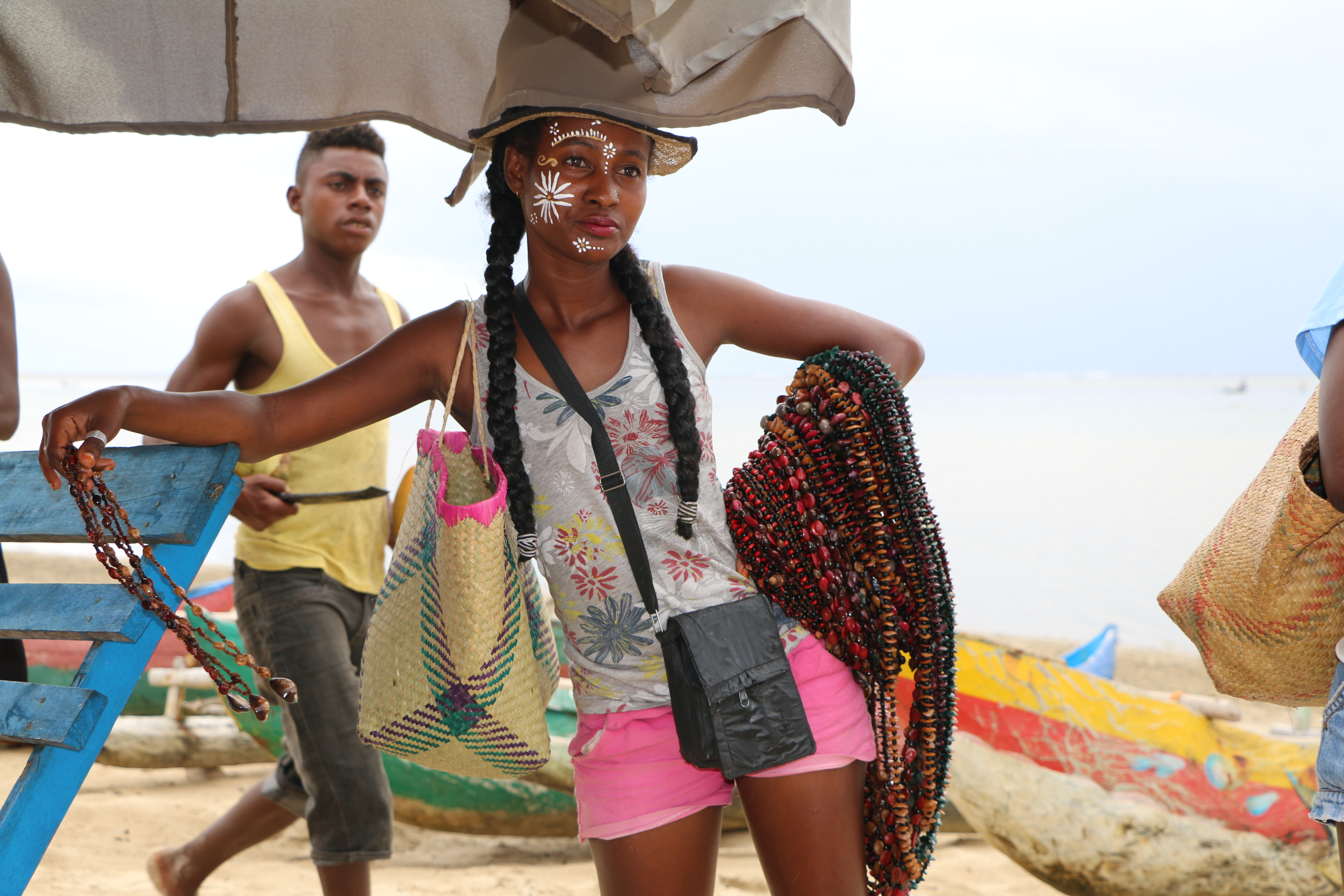
Vente de colliers sur une plage.

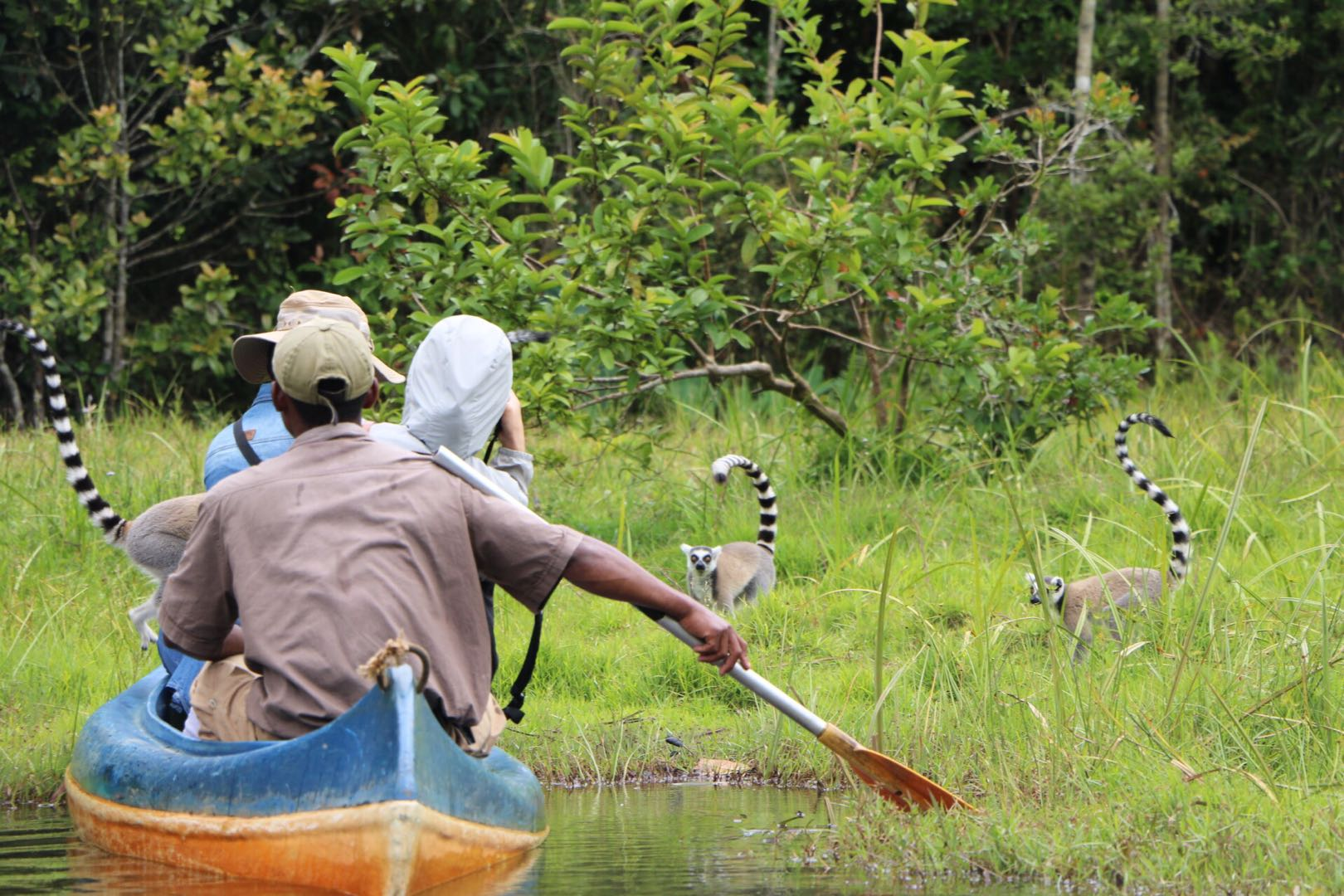
Découverte des lémuriens

- Antananarivo
- Ambositra
- Antsiranana (Diego-Suarez)[8]
- Fianarantsoa
- Manakara
- Nosy Be
- Mahajanga
- Ankify
- Parc national de Ranomafana
- Parc national d'Ankarafantsika
- Ambalavao
- Massif d'Andringitra
- Parc national de l'Isalo
- Tuléar
- Anakao
- Ifaty
- Bekopaka
- Allée des baobabs
- Île Sainte-Marie

Galerie de photos de Madagascar (faire défiler)
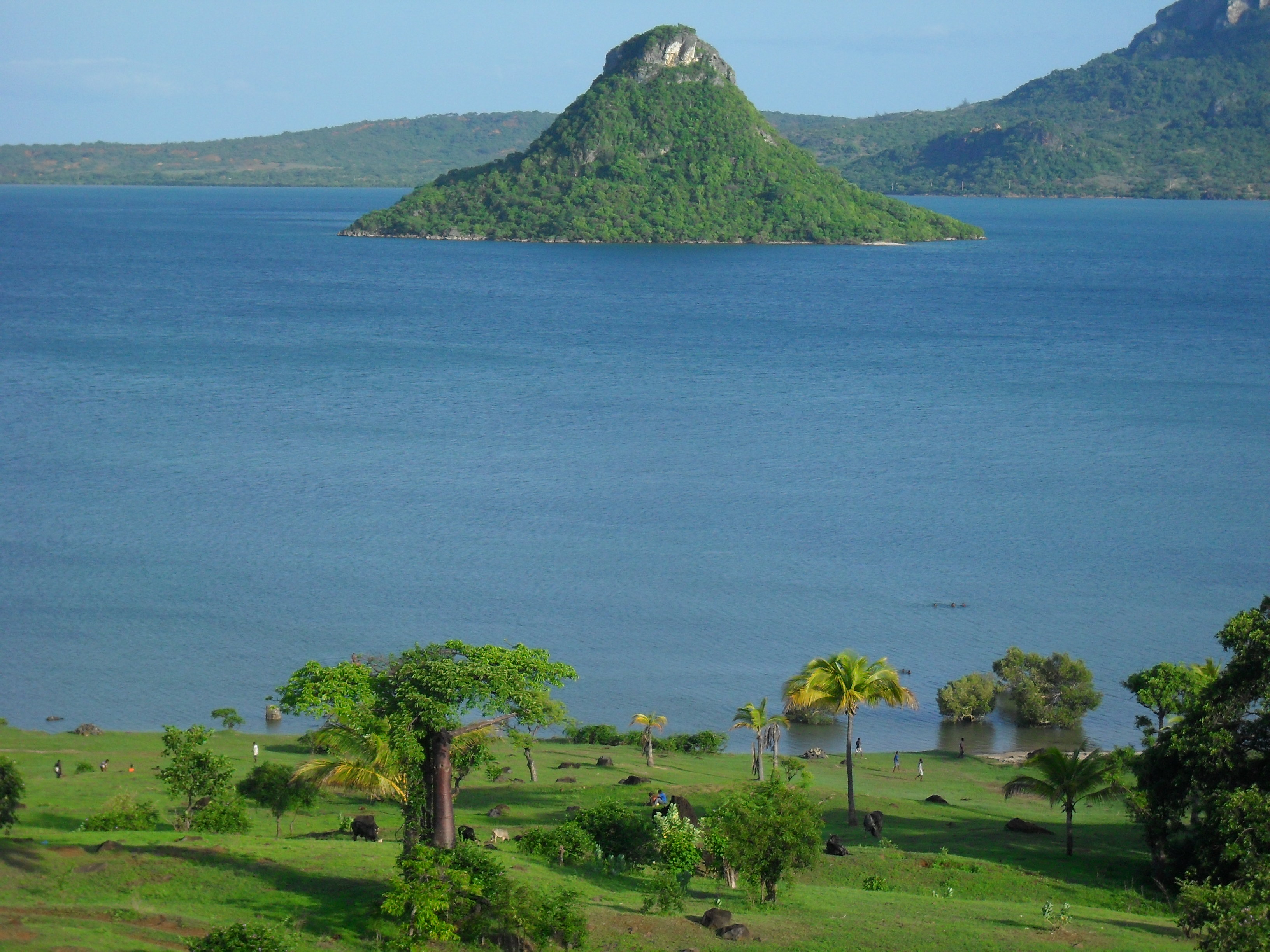
Nosy Lonjo Antsiranana
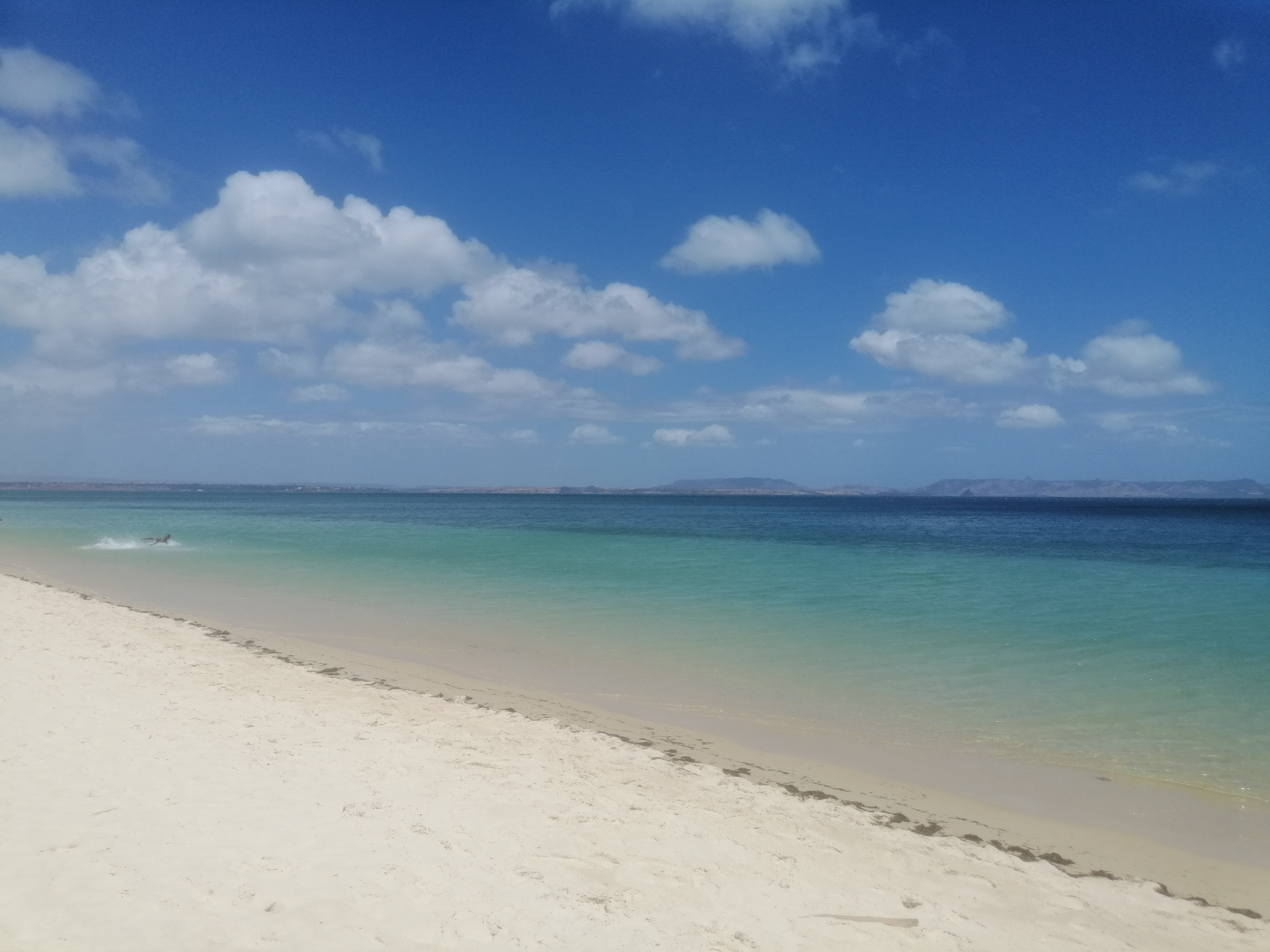
Ramena
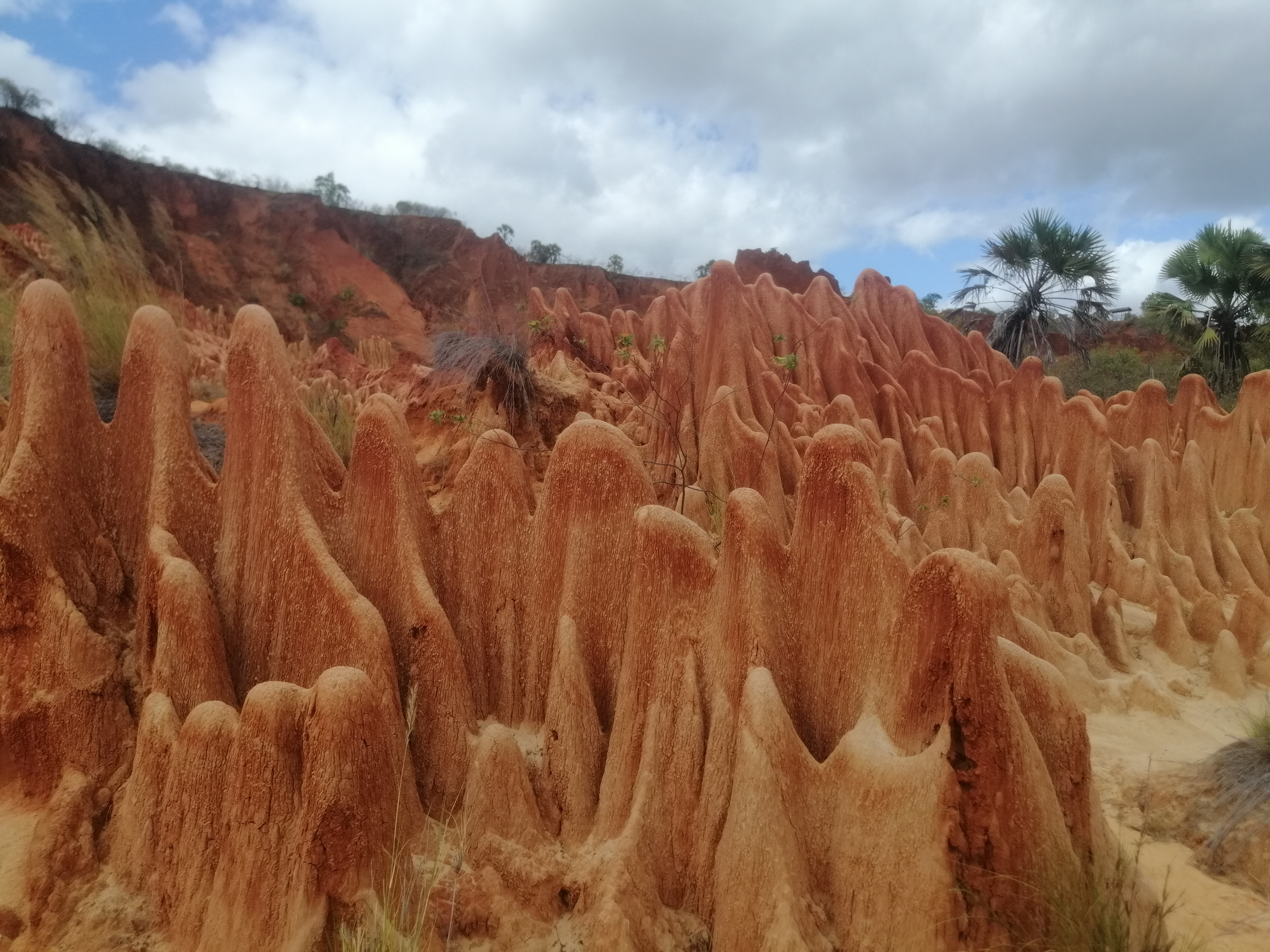
Tsingy Rouge
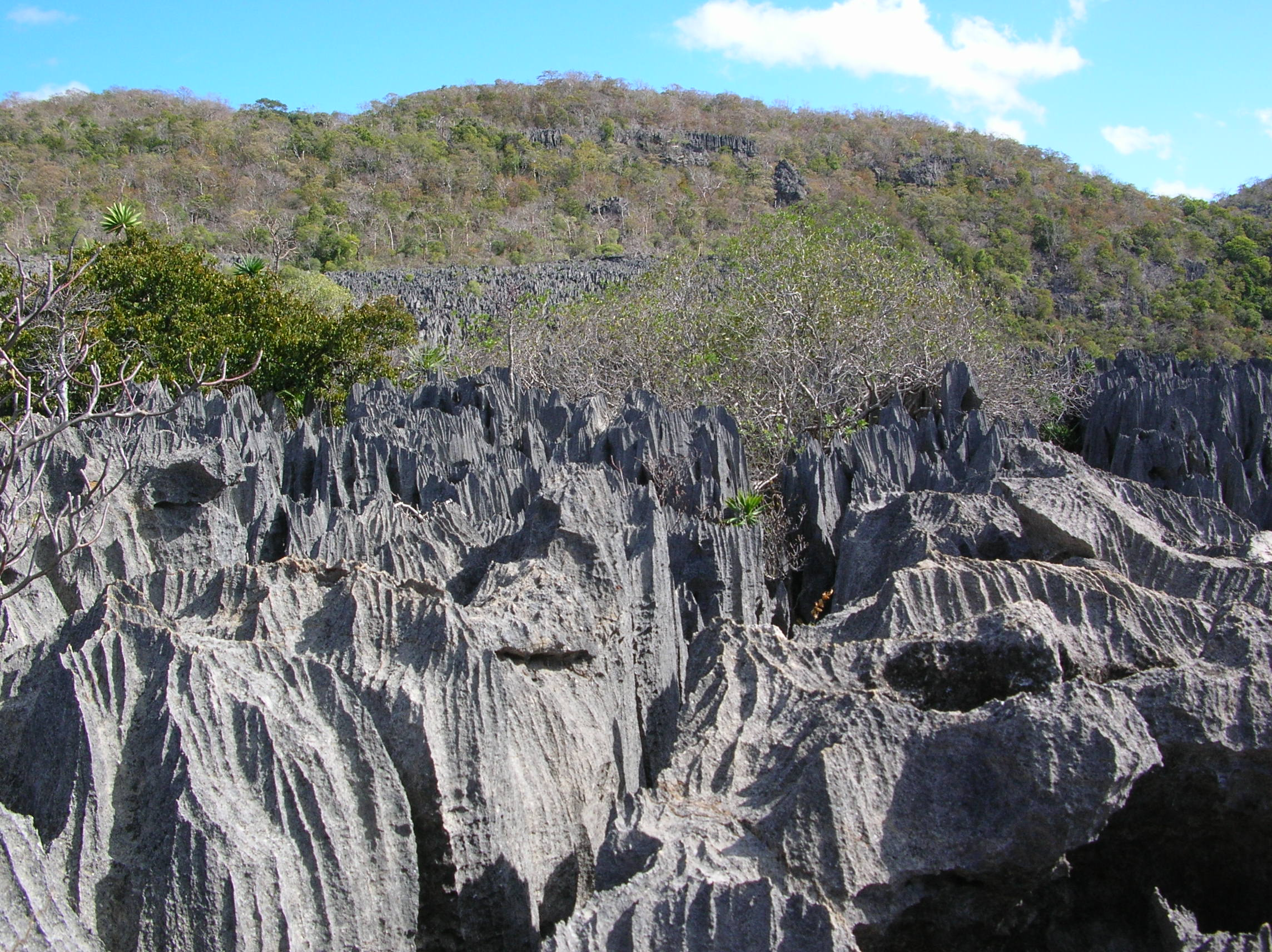
Tsingy d'Ankarana
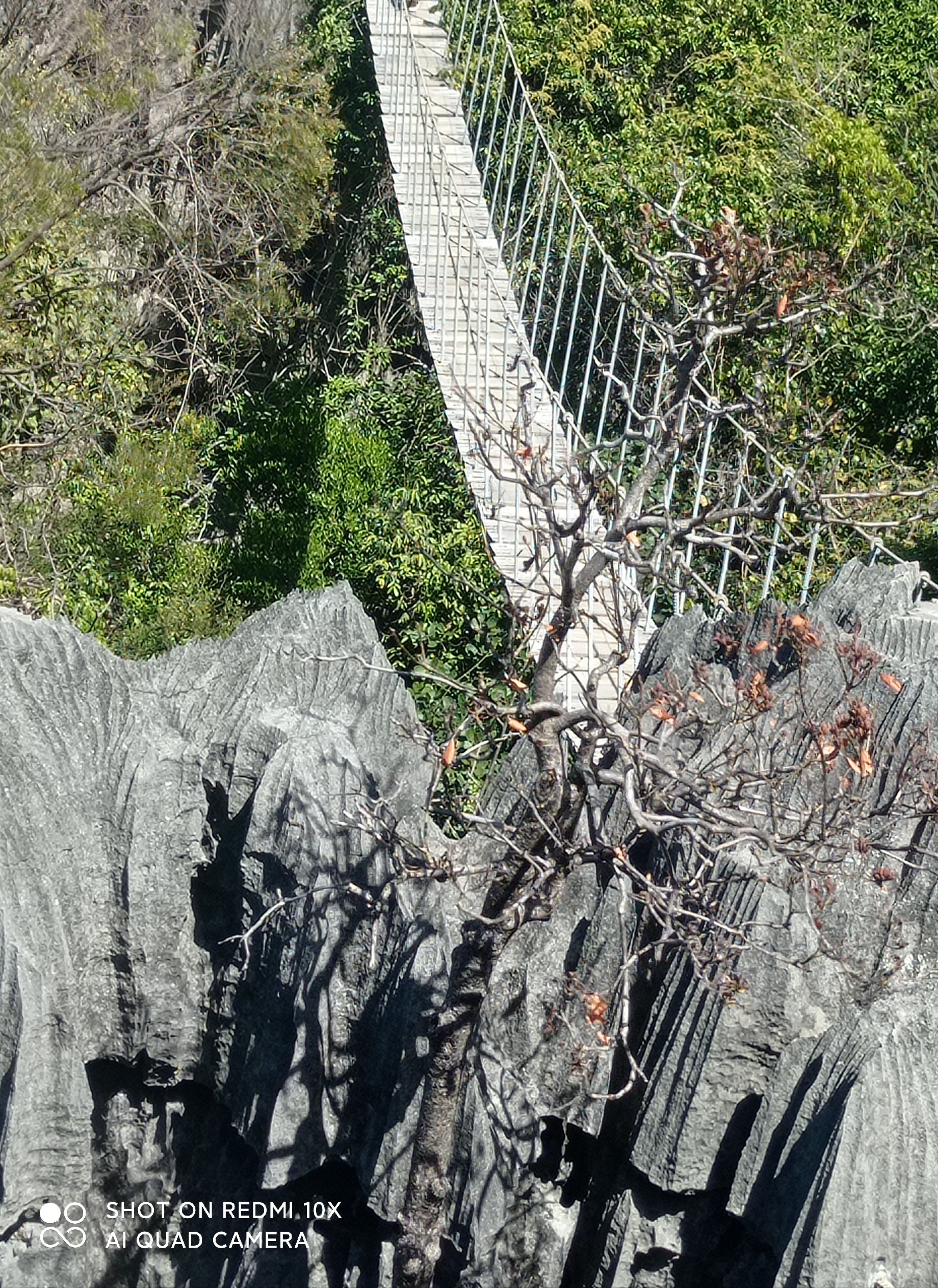
Tsingy d'Ankarana
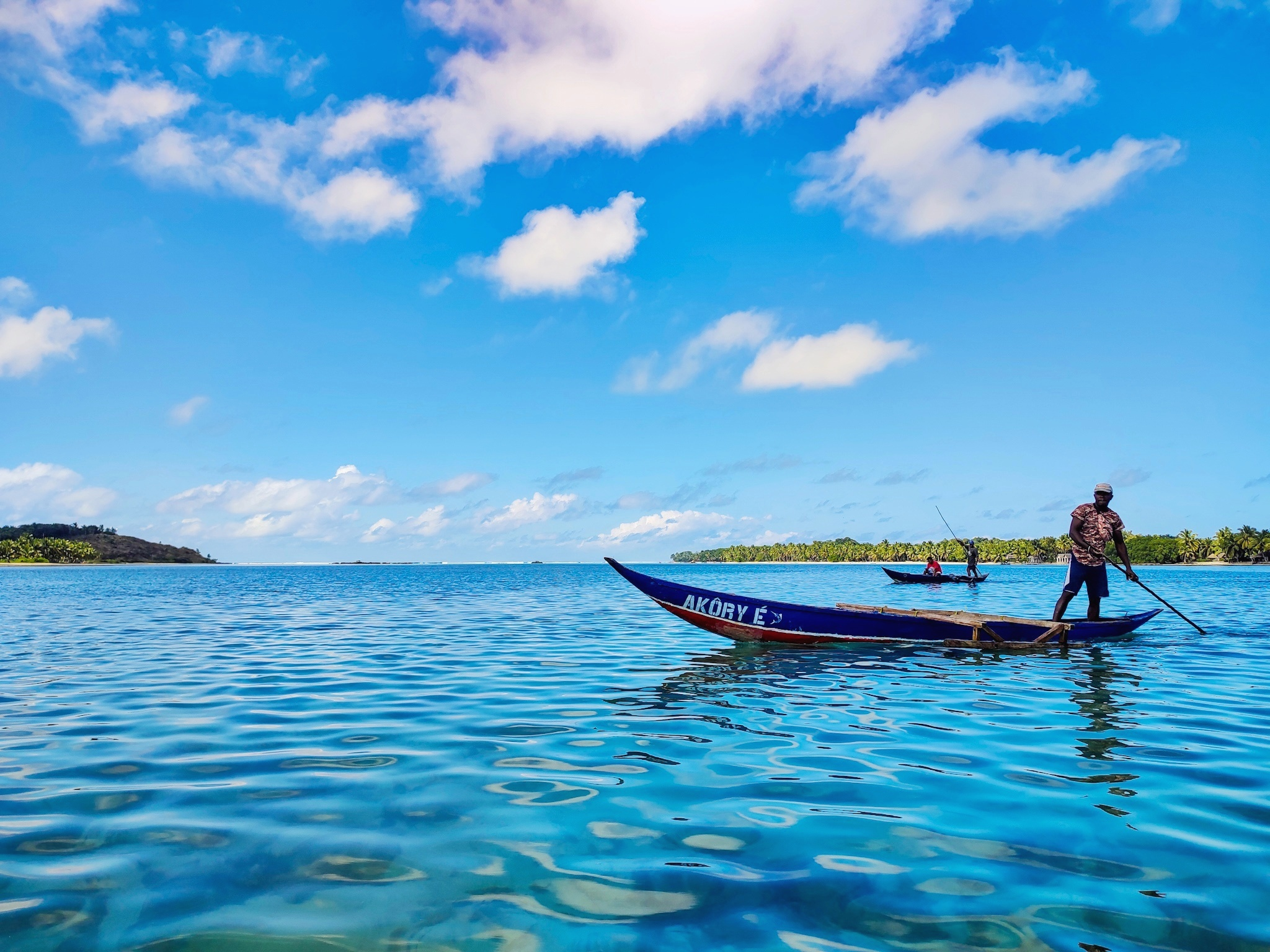
Sonierana Ivongo
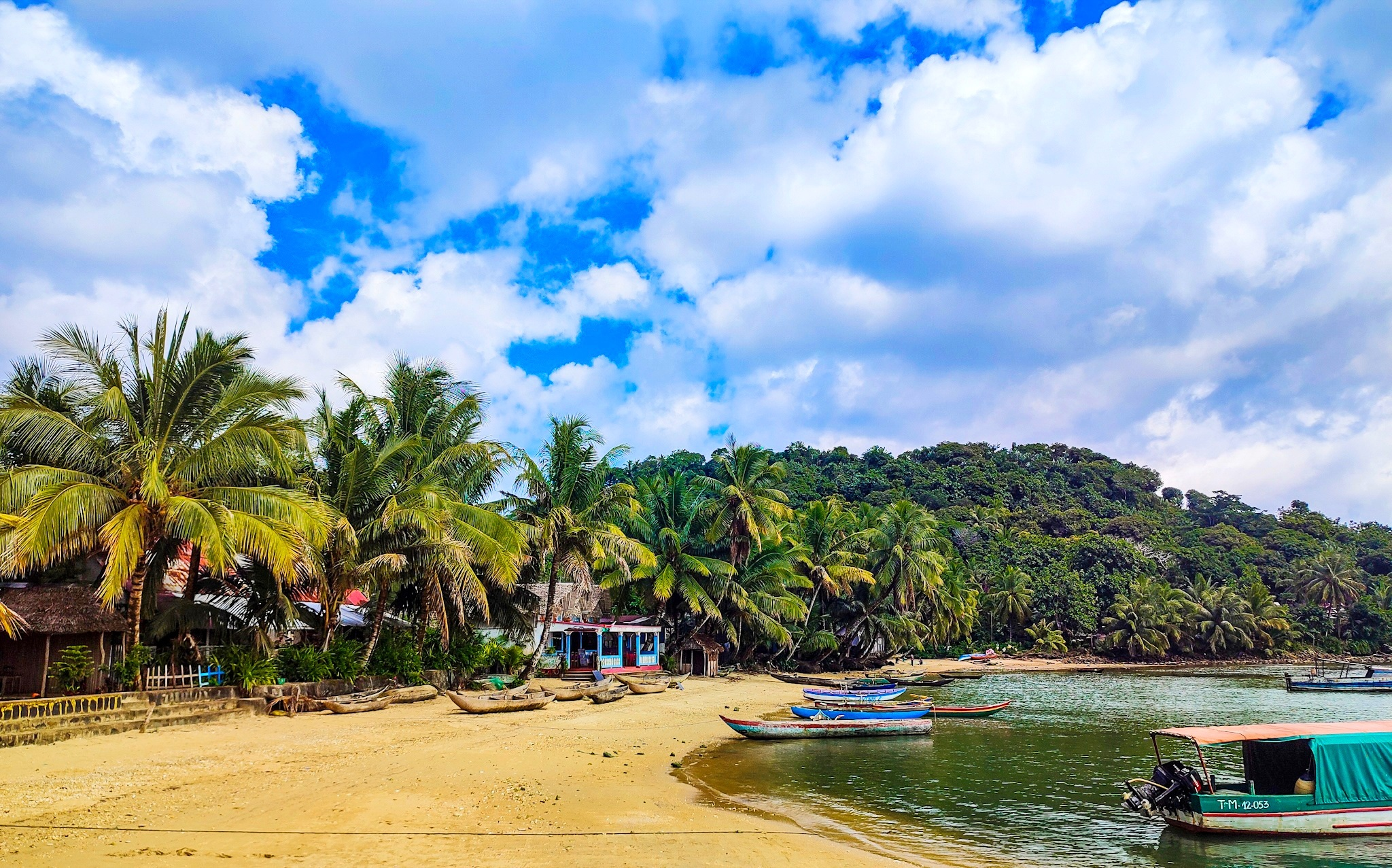
Lokintsy
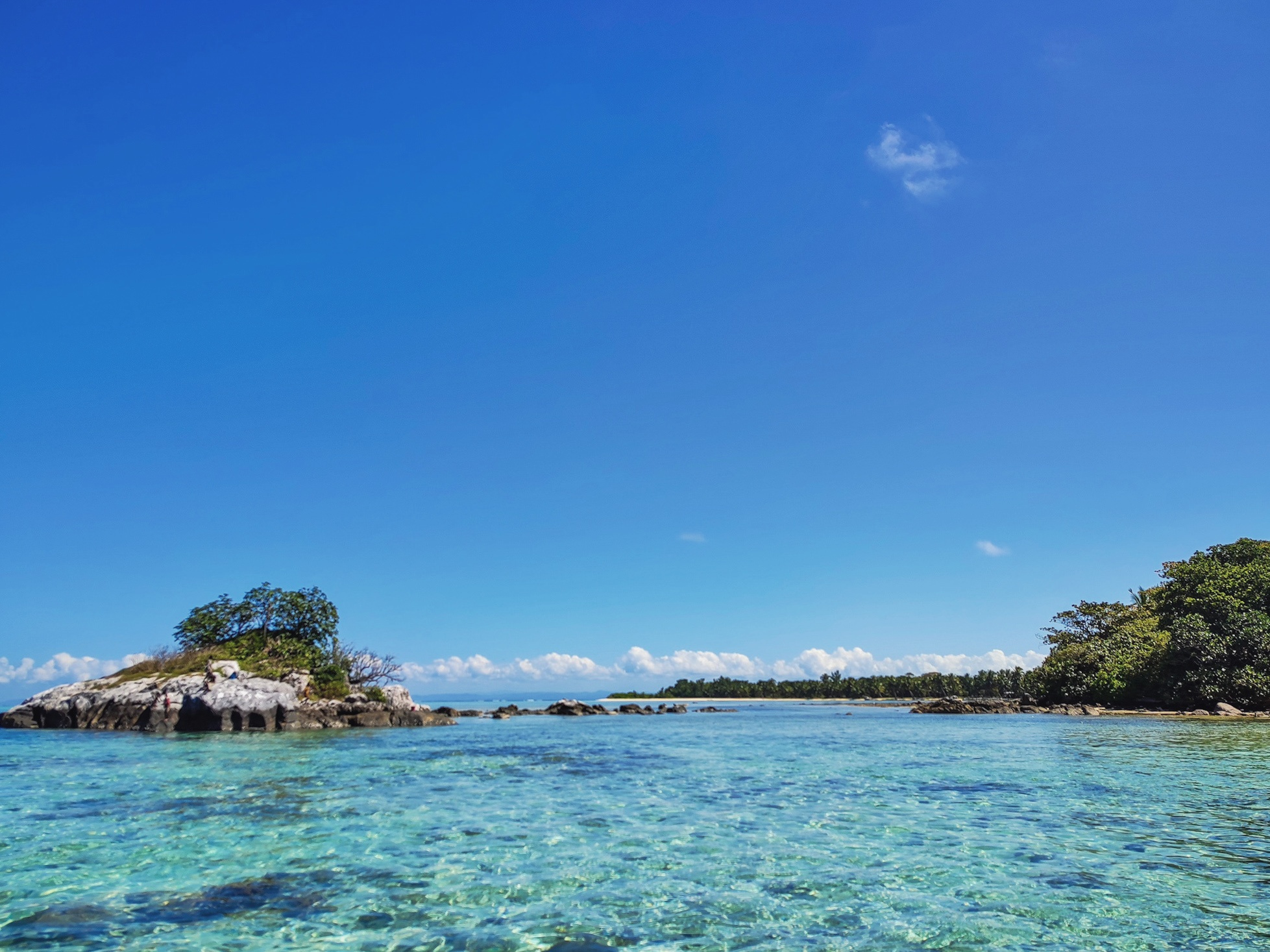
Ilot sacré
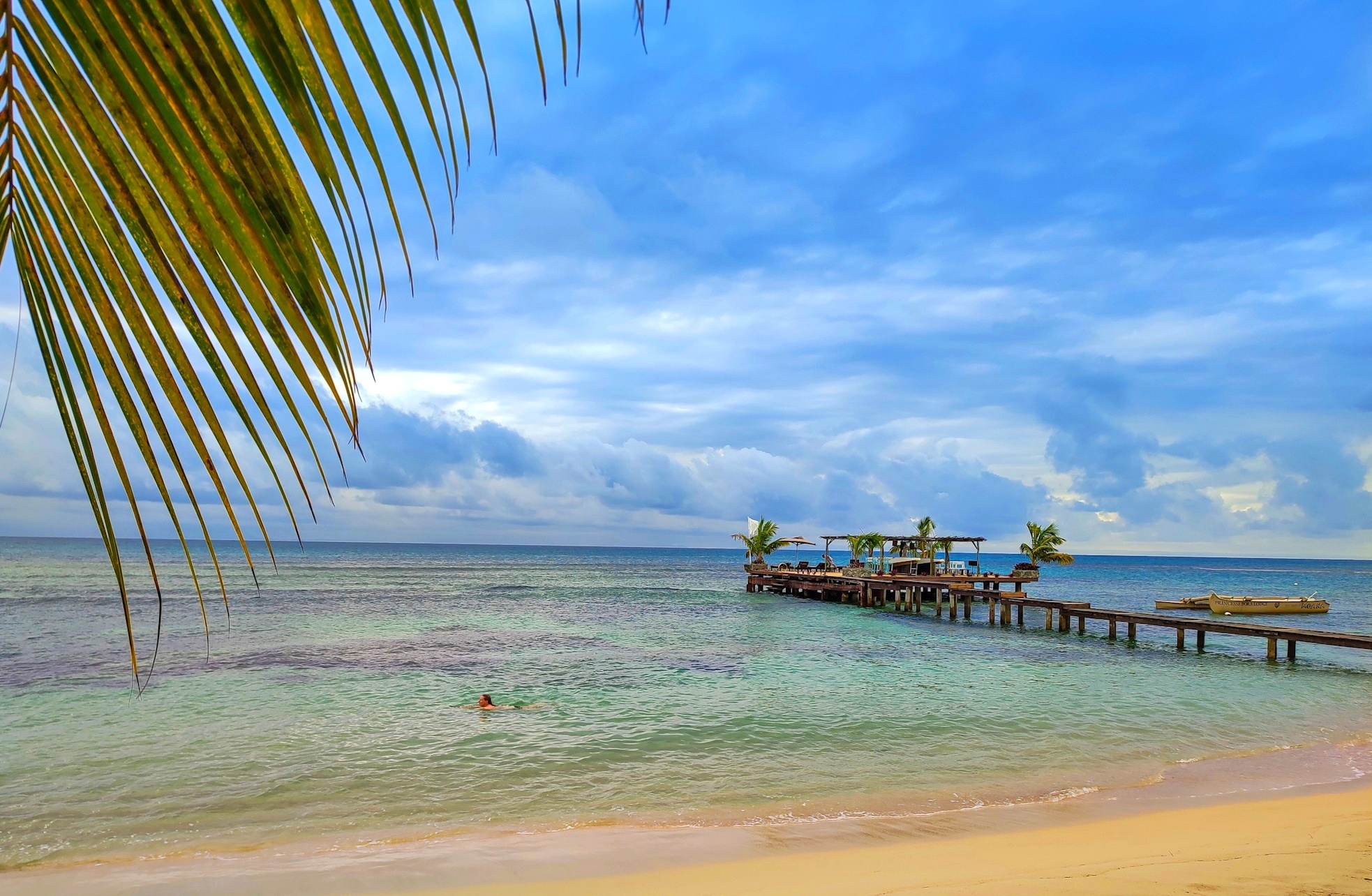
Sainte-Marie
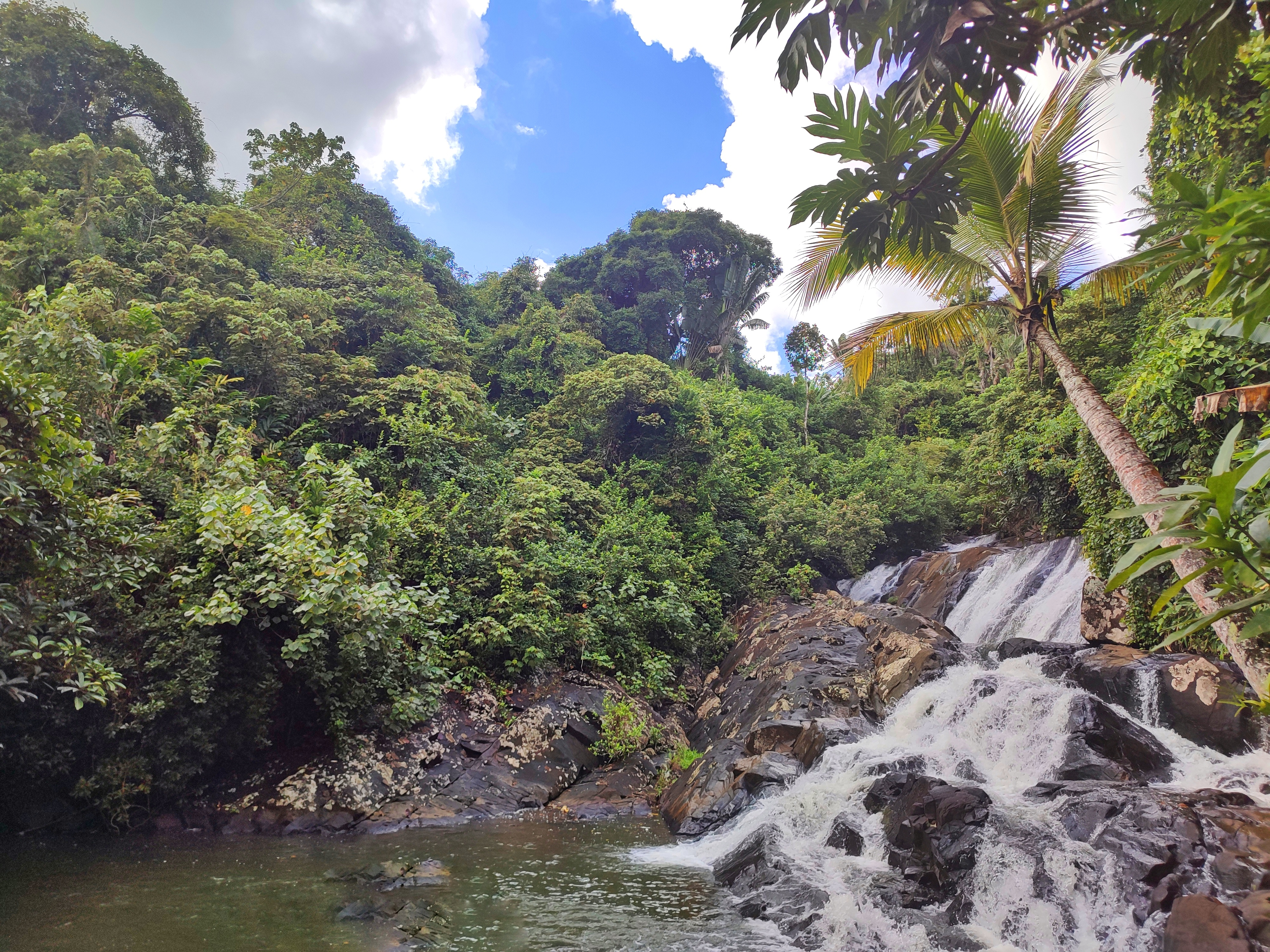
Sainte-Marie
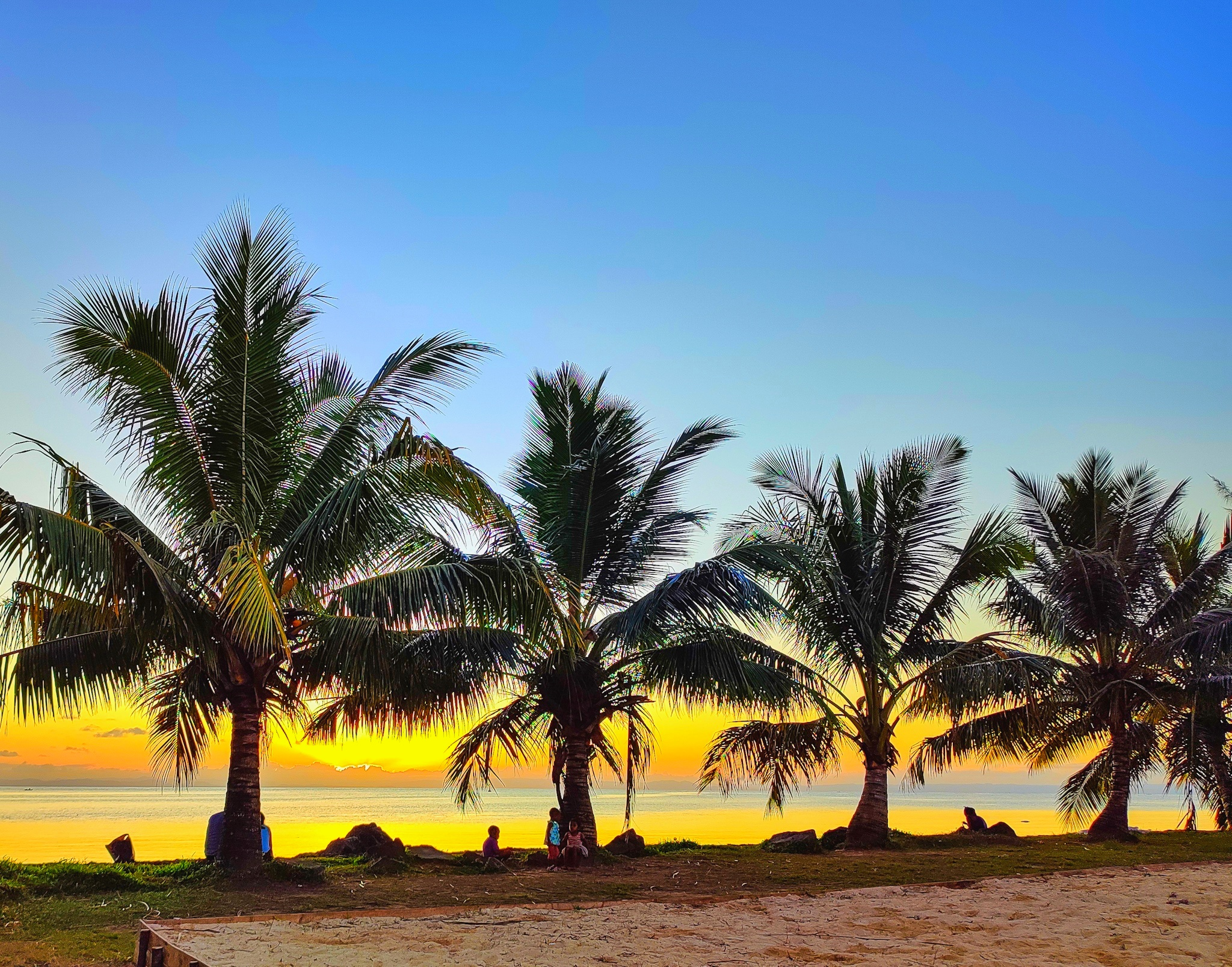
Ambodifotatra - Sainte-Marie
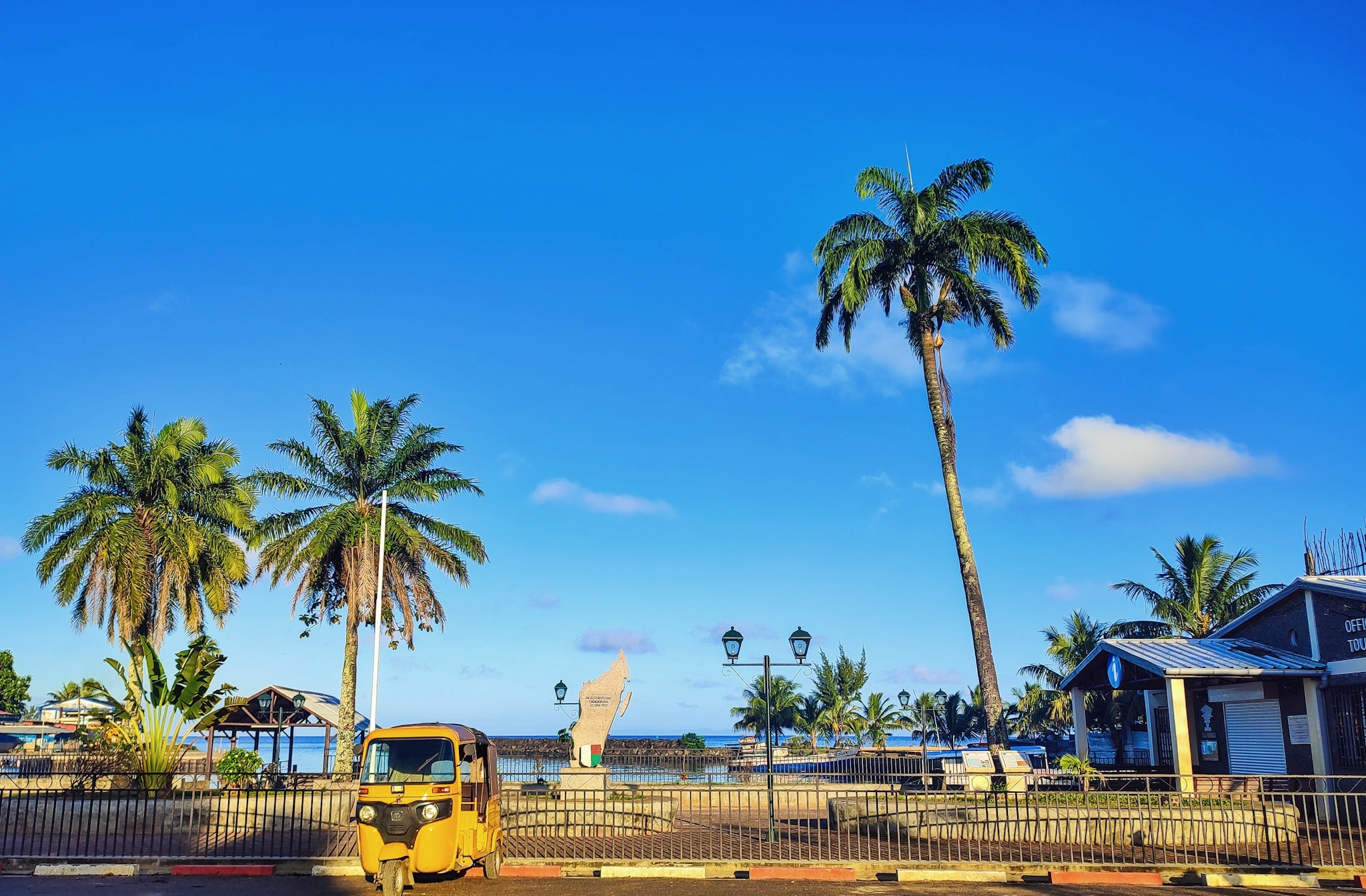
Ambodifotatra - Sainte-Marie
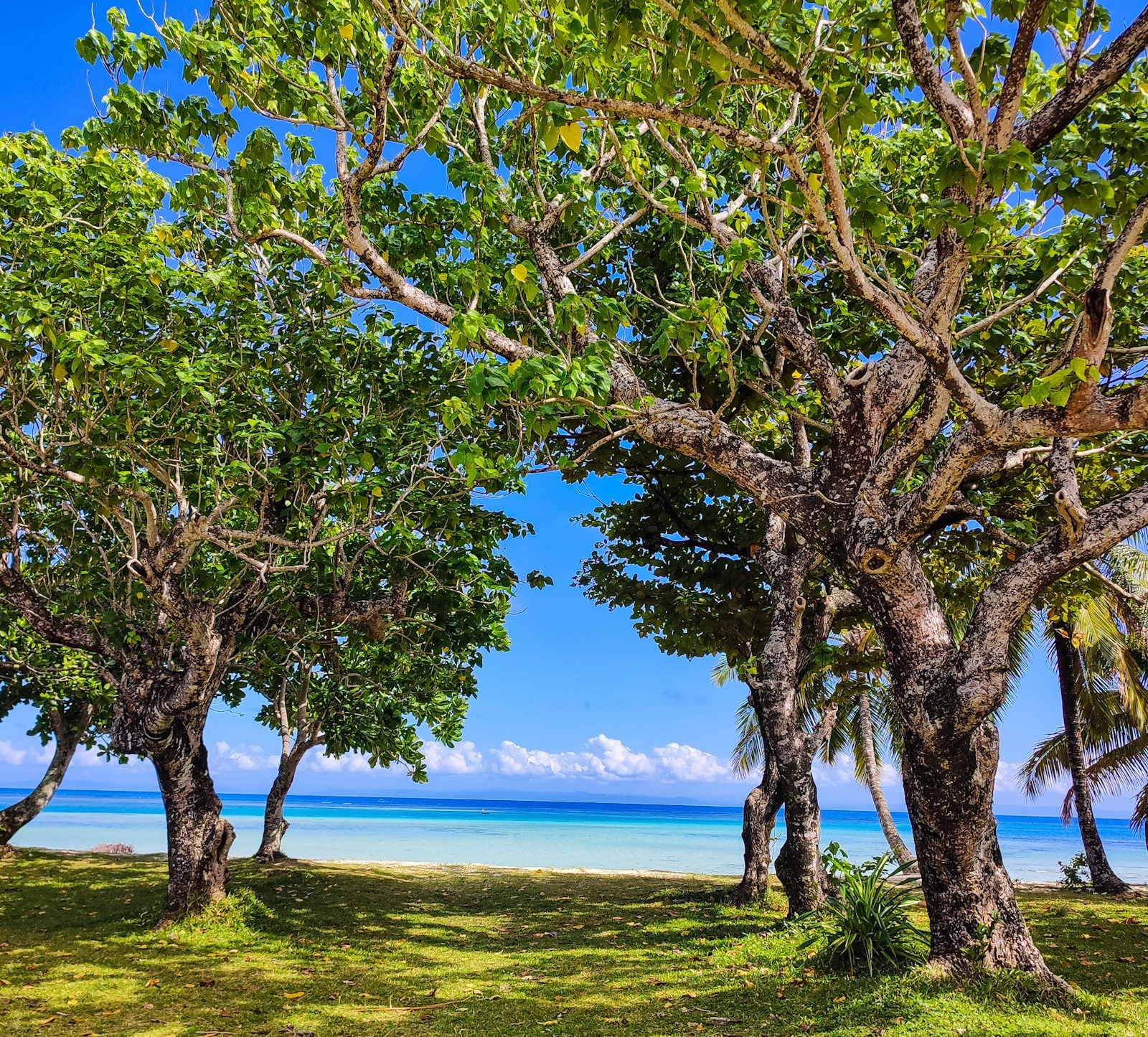
Ravoraha - Sainte-Marie
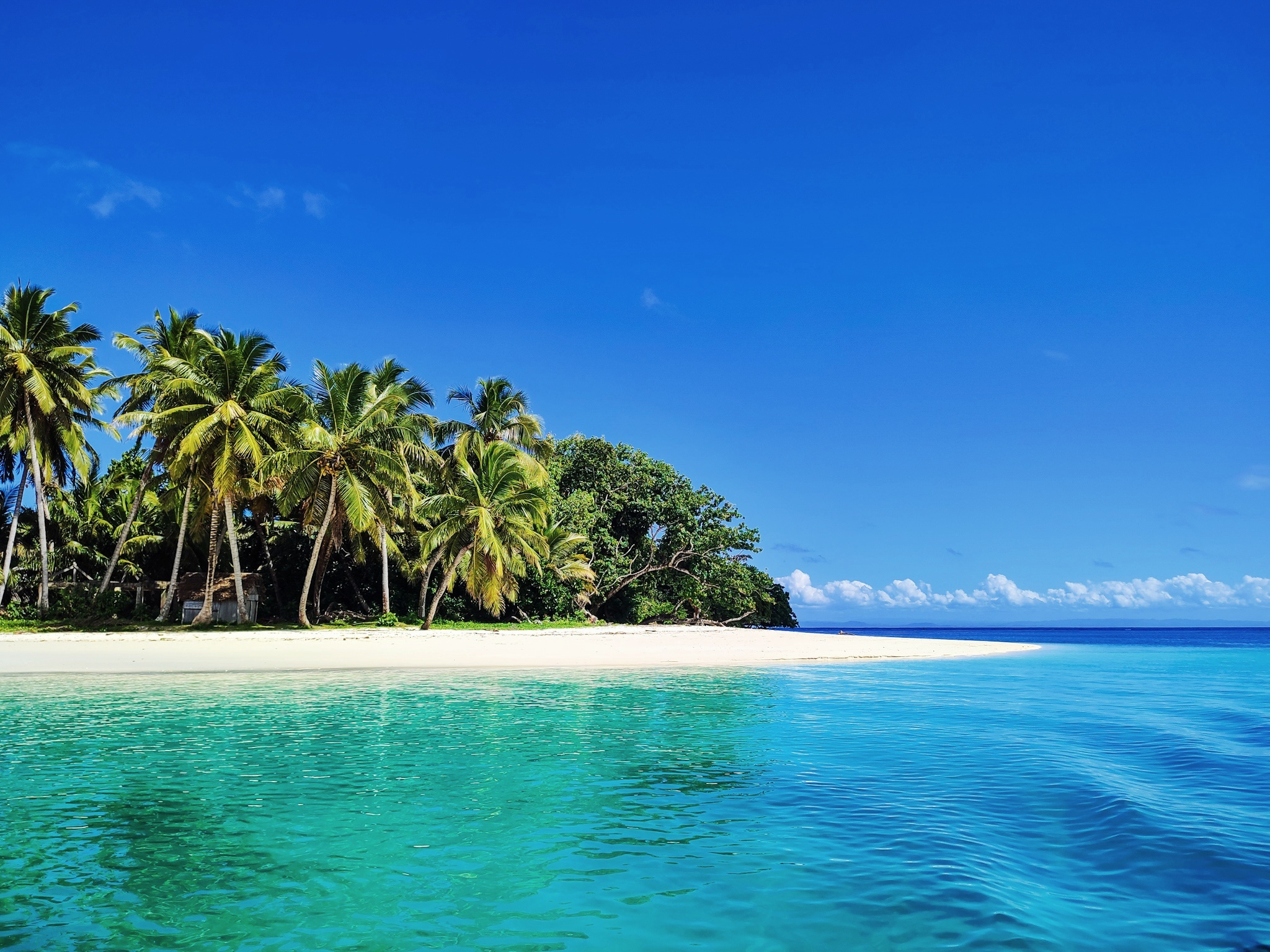
Iles aux nattes (Nosy Nato)
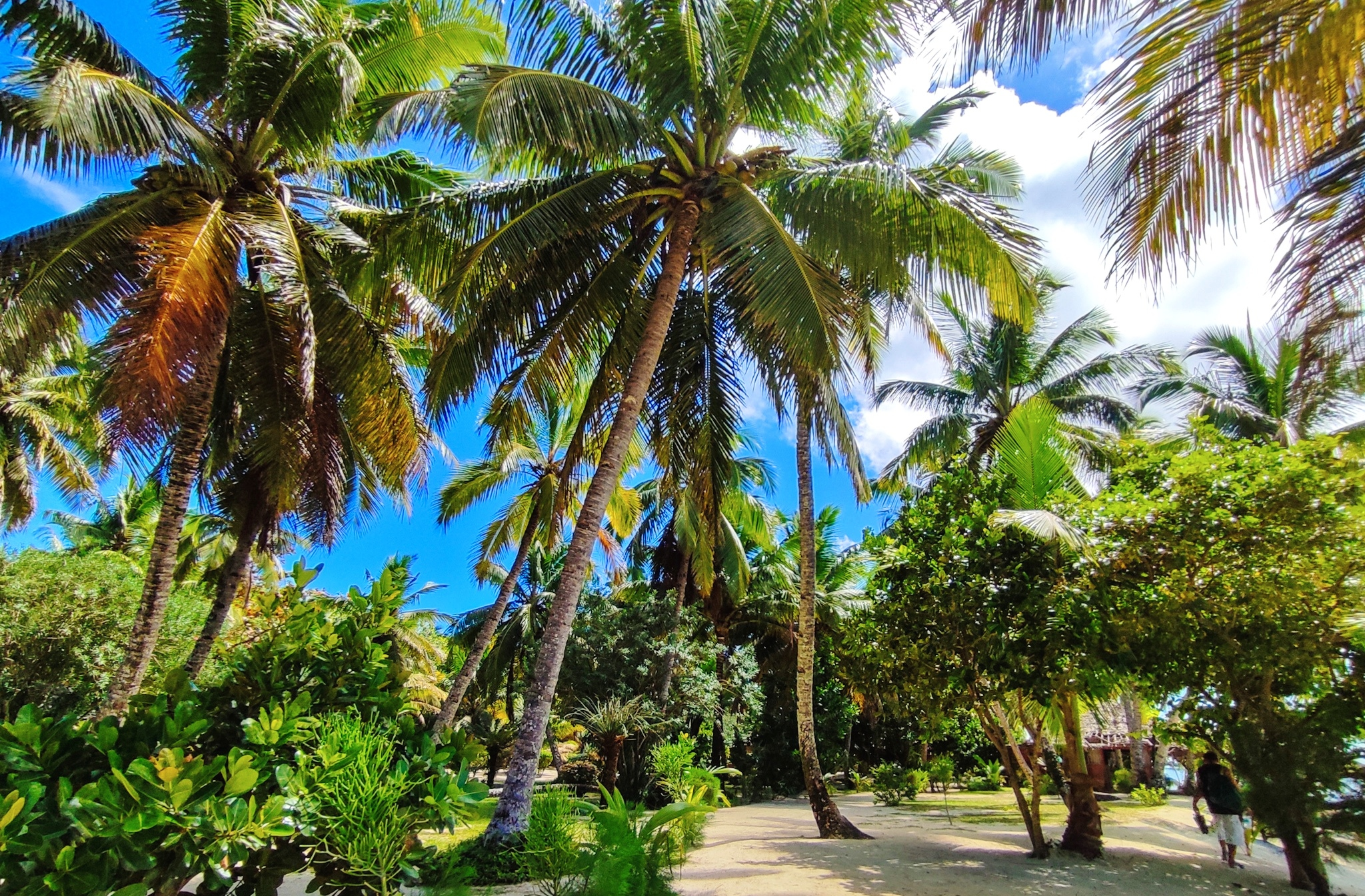
Iles aux nattes (Nosy Nato)
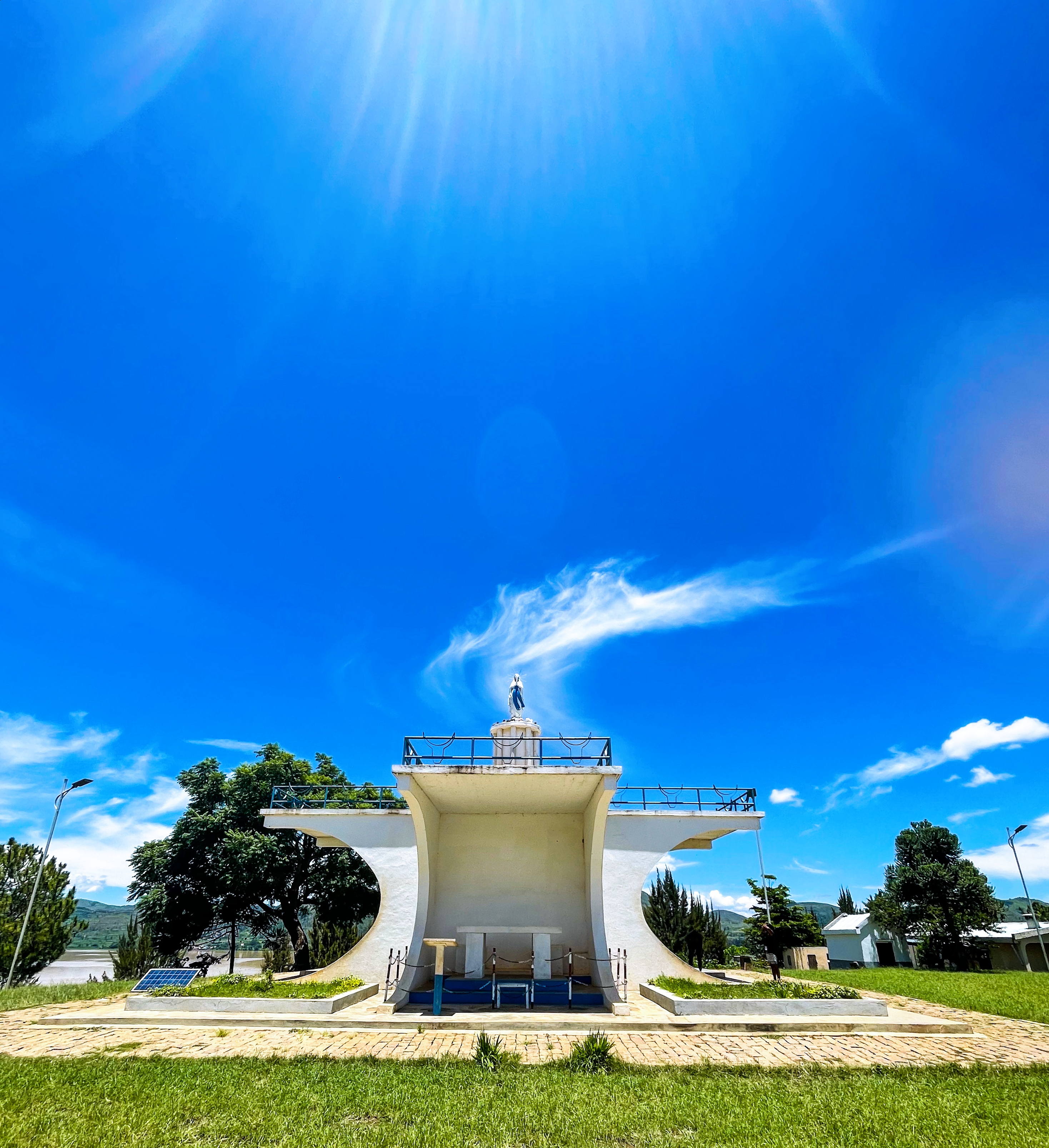
Ilot de la Vierge
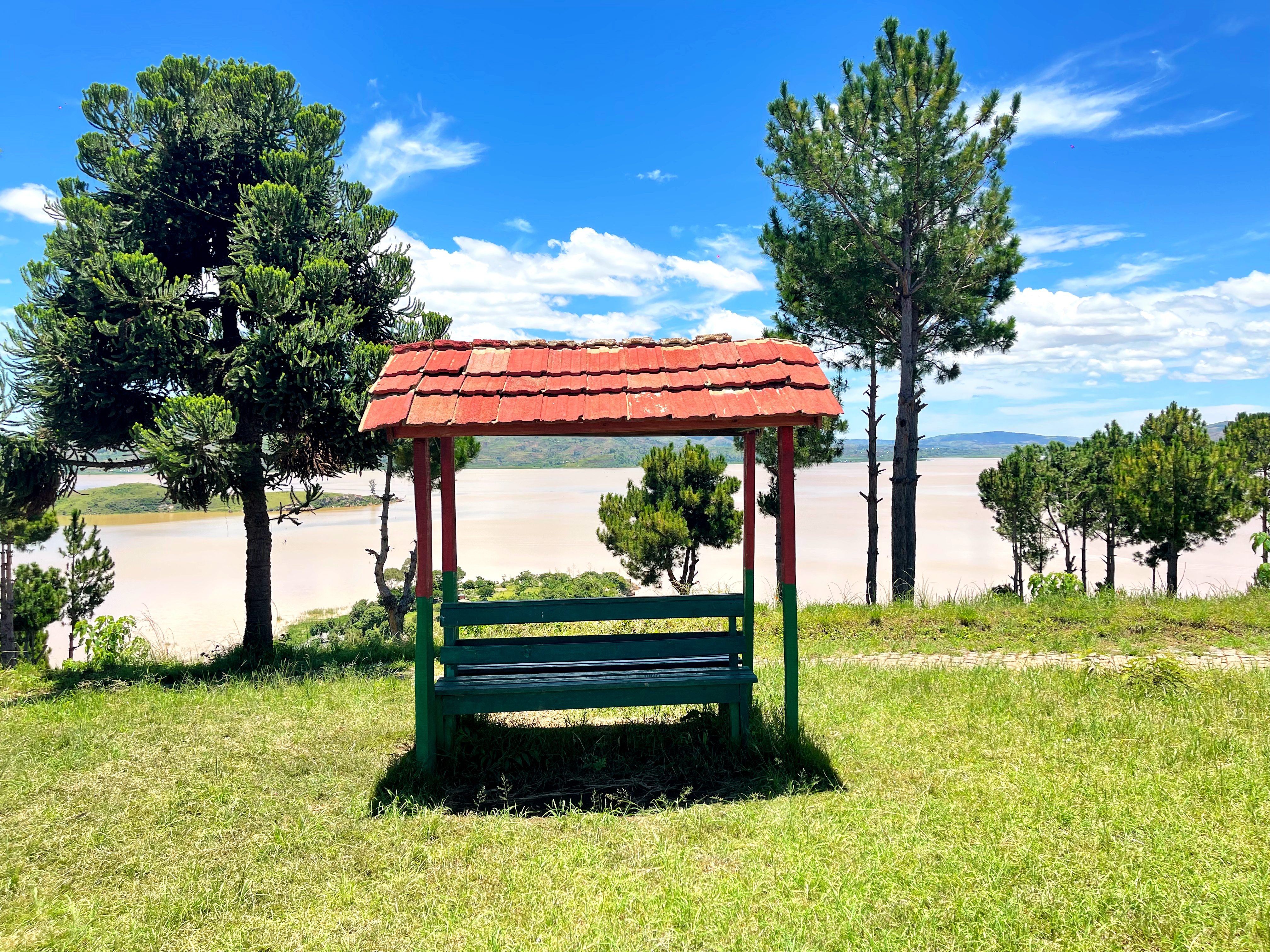
Ampefy